# Арнолд (Нотингамшър)
Вижте пояснителната страница за други значения на Арнолд.
Арнолд (на английски: Arnold) е град в южната част на област (графство) Нотингамшър – Ийст Мидландс, Англия. Той е административен център на община Гедлинг. Арнолд е част от агломерацията Голям Нотингам. Населението на града към 2001 година е 37 402 жители.

## География
Арнолд е разположен в североизточната част на урбанизираната територия Голям Нотингам. Пътните артерии – Уудторп Драйв, Мансфийлд Роуд и Шербруук Роуд служат като делителна граница между селището и същинския град Нотингам. Столицата Лондон отстои на около 175 километра в южна посока.
На разстояние около 6 километра западно от града преминава Магистрала М1 по транспортния коридор Лондон- Нортхамптън – Лестър – Нотингам – Шефийлд – Лийдс.

## Демография
Изменение на населението за период от две десетилетия 1981 – 2001 година:
| година    | 1981   | 1991   | 2001   |
| --------- | ------ | ------ | ------ |
| население | 37 721 | 37 646 | 37 402 |